# Landesarbeitsgericht Köln

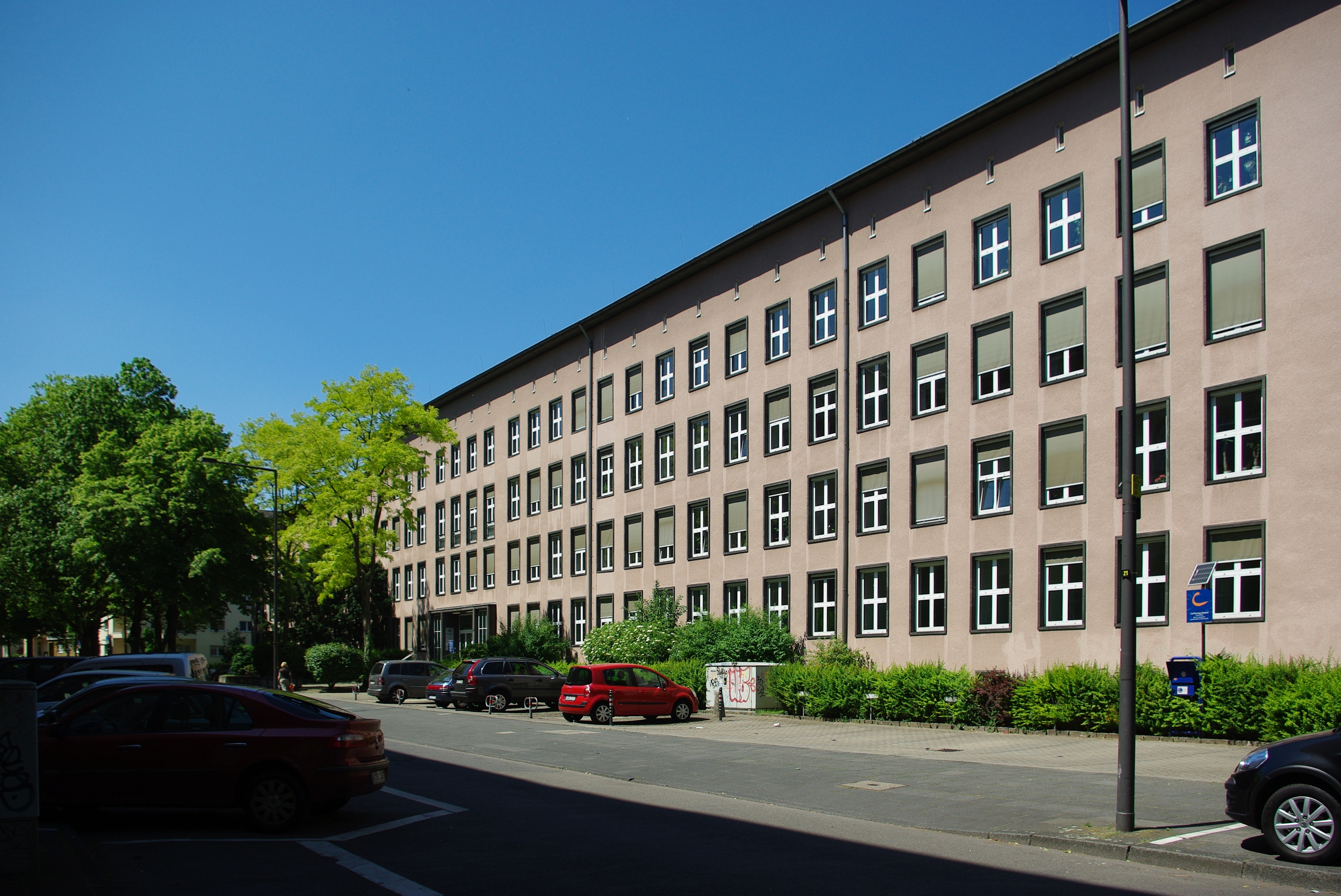
Landesarbeitsgericht Köln in der Blumenthalstraße 33 (2012)

Das Landesarbeitsgericht Köln ist ein Gericht der Arbeitsgerichtsbarkeit. Es ist neben dem Landesarbeitsgericht Hamm und dem Landesarbeitsgericht Düsseldorf eines von drei Landesarbeitsgerichten (LAG) und das jüngste des Bundeslandes Nordrhein-Westfalen. Bei ihm sind zwölf Kammern untergebracht.

## Gerichtssitz und -bezirk
Sitz des Gerichts ist die kreisfreie Stadt Köln. Der Gerichtsbezirk erstreckt sich auf das Gebiet des Regierungsbezirks Köln. Das Gericht ist in der Blumenthalstraße 33 untergebracht.

## Geschichte
Ein Gewerbegericht, Vorläufer des heutigen Arbeitsgerichts, gab es in Köln seit 1811. Gemäß Arbeitsgerichtsgesetz vom 23. Dezember 1926 wurden in Deutschland Arbeitsgerichte gebildet. Diese waren nur in der ersten Instanz organisatorisch selbstständige Gerichte, die Landesarbeitsgerichte waren den Landgerichten zugeordnet. Am Landgericht Köln entstand so 1927 das Landesarbeitsgericht Köln als eines von fünf Landesarbeitsgerichten im Bezirk des Oberlandesgerichtes Köln. Ihm waren die Arbeitsgerichte Bonn, Euskirchen, Gummersbach, Köln und Siegburg zugeordnet.
Nach dem Zweiten Weltkrieg gab es in Nordrhein-Westfalen nur zwei Landesarbeitsgerichte: das Landesarbeitsgericht Düsseldorf für das Rheinland und das Hamm für Westfalen-Lippe. Schon 1949 wurde aber eine Zweigstelle des Landesarbeitsgerichts Düsseldorf unter dem Vorsitz von Fritz Poelmann in Köln errichtet. Daraus entstand 1982 das Landesarbeitsgericht Köln als eigenständiges Gericht.

## Über- und nachgeordnete Gerichte
Dem LAG Köln ist das Bundesarbeitsgericht übergeordnet. Nachgeordnet sind die Arbeitsgerichte Aachen, Bonn, Köln und Siegburg.
Das Arbeitsgericht Aachen hält in Düren und Heinsberg, das Arbeitsgericht Bonn in Euskirchen und das Arbeitsgericht Siegburg in Gummersbach Gerichtstage ab.

## Leitung
- 1. Januar 1982–1988: Eugen Stahlhacke * 7. April 1925
- 1. März 1988–1988: Leo Pünnel, * 14. Juni 1925
- 1. Juli 1990–2009: Udo Isenhardt, * 19. April 1944, † 6. Oktober 2023[4]
- Seit 1. Januar 2010: Jürgen vom Stein